# Breksta Linea
La Breksta Linea è una struttura geologica della superficie di Venere.